# Канадський фонд «Дітям Чорнобиля»
Канадський фонд «Дітям Чорнобиля» - канадська благодійна організація, яка діяла в 1990 — 2019 роках у Торонто. 

## Історія
На фоні великого міжнародного резонансу щодо аварії на Чорнобильській атомній електростанції наприкінці квітня 1986 р. і ймовірних на той час перспектив гуманітарної катастрофи, у ряду свідомих діячів української діаспори виникла думка про необхідність організованої допомоги українцям, і особливо дітям. Так виникла ідея створення осередку для  координації медичної і гуманітарної допомоги від канадських доброчинців для відповідних організацій і закладів в Україні. Початковою метою була допомога постраждалим від наслідків аварії, особливо дітям. Канадський фонд «Дітям Чорнобиля» (КФДЧ), англ. Children of Chornobyl Canadian Fund (CCCF) був заснований Ерастом Гуцуляком, Ярославом Шудраком, Любомиром Тяжким та Володимиром Медвідським у 1990 році.
Починали зі збору і передачі медикаментів та вітамінів для лікування маленьких українців, які постраждали від аварії. За запитами медичних установ медикаменти і обладнання передавались у першу чергу в райони, наближені до зони відчуження. Але також постало питання медичного забезпечення тих людей, які були евакуйовані і розпорошені по цілій Україні. В міру ознайомлення з гуманітарною ситуацією в Україні кризового періоду 1990-х цільова група розширювалась. Цілеспрямовано підтримувались громадські організації захисту неповносправних дітей, сиротинці. З допомогою численних волонтерів організовувались оздоровчі табори в Україні. Визначилось коло надійних партнерів серед новітніх організацій і закладів в Україні. Таким постійним багаторічним партнером став Навчально-реабілітаційний центр «Джерело» у Львові. Певний час найбільшим проєктом КФДЧ була програма Руслани Вжесневської на допомогу українським дітям з інтернатів - «Допоможіть нам допомогти дітям» (англ. Help Us Help The Children), яка з часом відбрунькувалась у самостійну організацію «Приятелі дітей». Фонд підтримував численні гуманітарні і навчальні візити канадських лікарів Джеймса Рутки, Мирослави Ромах до України, де волонтери з Канади лікували дітей та проводили навчання українських спеціалістів. 
За 25 років фондом «Дітям Чорнобиля» зроблено надзвичайно багато у сфері охорони здоров'я українських дітей та наданні їм якісної медичної  допомоги. Успішно діяли і діють різні проєкти, які сприяють розв'язанню поточних проблем дітей України, що загрожують їхньому здоров'ю.

## Керівництво
Фонд керувався Радою директорів, склад якої протягом часу роботи змінювався. Виконавчу структуру очолював Президент, який періодично переобирався. Президентами КФДЧ були:
- Ярослав Шудрак
- Володимир Медвідський
- Ірина Лукасевич
- Михайло Війтюк
- Роман Степчук
- Михайло Кондрацький
- Рената Роман
- Оксана Кавун

## Завершення роботи
У 2019 році Фонд «Дітям Чорнобиля» передав свої програми та кошти Канадсько-українській фундації (CUF), Фонду ім. Шевченка (Shevchenko Fundation), госпіталю Sick Kids та Dopomoha Ukraini-Aid Ukraine.